# Phalacrocorax carunculatus
Phalacrocorax carunculatus là một loài chim trong họ Phalacrocoracidae.